# Nieder-Olm (Verbandsgemeinde)
Nieder-Olm est une Verbandsgemeinde (collectivité territoriale) de l'arrondissement de Mayence-Bingen dans la Rhénanie-Palatinat en Allemagne. Le siège de cette Verbandsgemeinde est dans la ville de Nieder-Olm.
La Verbandsgemeinde de Nieder-Olm consiste en cette liste d'Ortsgemeinden (municipalités locales) :

Localisation de la Verbandsgemeinde de Nieder-Olm dans l'arrondissement de Mayence-Bingen

1. Essenheim
2. Jugenheim in Rheinhessen
3. Klein-Winternheim
4. Nieder-Olm
5. Ober-Olm
6. Sörgenloch
7. Stadecken-Elsheim
8. Zornheim